# Suore basiliane soarite
Le Suore Basiliane Soarite (in francese Sœurs Basiliennes Chouérites; sigla R.B.C.) sono un istituto religioso femminile greco-melkita di diritto pontificio.

## Storia
Il 20 luglio 1730 un gruppo di giovani donne di Aleppo si rivolse a Nicola Sayegh, superiore generale di basiliani di San Giovanni Battista, manifestandogli il desiderio di abbracciare la vita religiosa in un monastero sotto la guida dei padri soariti: il 25 marzo 1734, a Zouk Mikael, Sayegh pose la prima pietra dell'erigendo monastero dell'Annunciazione e il 14 settembre 1737 le prime cinque aspiranti vi fecero il loro ingresso.
Sayegh diede alle religiose una regola basata su quella delle visitandine; le monache conducevano una vita claustrale e si dedicavano alla preghiera liturgica e all'ascesi. Le basiliane aumentarono rapidamente di numero e fu necessario fondare presto un nuovo monastero ad Ain el Remmaneh, trasferito poi a Bqaatouta.
All'inizio del XX secolo si pensò di riformare l'ordine affiancando alle monache contemplative un ramo di suore dedite all'apostolato attivo; il 30 luglio 1953 la Santa Sede trasformò l'istituto monastico in congregazione di voti semplici di diritto pontificio.

## Attività e diffusione
Le suore si dedicano all'istruzione e all'educazione cristiana della gioventù e al servizio agli ammalati in ospedali e dispensari.
Oltre che in Libano, sono presenti in altri paesi arabi (Egitto, Giordania, Siria), in Francia e in Australia; la superiora generale risiede presso il couvent Notre-Dame de l'Annonciation di Zouk Mikael.
Alla fine del 2015 l'istituto contava 121 religiose in 25 case.